# MediaCityUK
MediaCityUK est un projet de renouvellement urbain situé dans les docks de Manchester entre Salford et Trafford dans la banlieue de Manchester. MediaCityUK est un pôle d'activité centré dans le secteur des médias avec notamment la BBC, ITV Granada et Satellite Information Services. Il vise à redévelopper une partie des docks de Manchester fermés en 1982. Le projet a une superficie de 81 hectares.

## Historique
Le projet initialement baptisé "mediacity:uk" vise à réhabiliter 220 hectares de terrain sur les docks de Manchester, la dernière zone des docks n'ayant pas encore bénéficié d'un plan de renouvellement urbain. L'objectif est de transformer le quartier en capitale high-tech des médias. Ce projet s'intègre dans le plan de réurbanisation 2004-2016 ratifié par les autorités publiques de la ville.
La construction du nouveau quartier a mené à la destruction d'anciens bâtiments tels que le centenaire Central Salford Mission (Salford Central United Reform Church). Les promoteurs de MediaCityUk annoncent en 2010 que le nouveau quartier n'aura pas de noms pour ses rues, qui seront plutôt référencées avec un système de couleurs. La même année démarre la construction d'un pont tournant au-dessus du Manchester Ship Canal pour connecter le nouveau quartier au Imperial War Museum North de l'autre côté de la rive.
Fin 2010, un hôtel Holiday Inn est inauguré à MediaCityUK. En 2011, la chaîne BBC y installe de nouveaux locaux de production et y relocalise nombre de ses programmes. En 2013, la télévision ITV relocalise ses locaux de Granada dans le nouveau quartier de MediaCityUK.
En 2016, un budget de 1 milliard de livres sterling est débloqué pour la construction de studios de télévision, de bureaux, d'un hôtel, et de 1.400 maisons. EN 2017, l'entreprise agroalimentaire Kellog's relocalise son siège social britannique dans MediaCityUK. En 2019, le promoteur immobilier Peel Media and Legal & General Capital débloque les fonds pour construire 50.000 mètres carrés de bureaux, 1.800 appartements, des commerces, des espaces publics, et une nouvelle voie piétonne.
En septembre 2021, le nom MediaCityUK est simplifié pour devenir MediaCity.

## Galerie

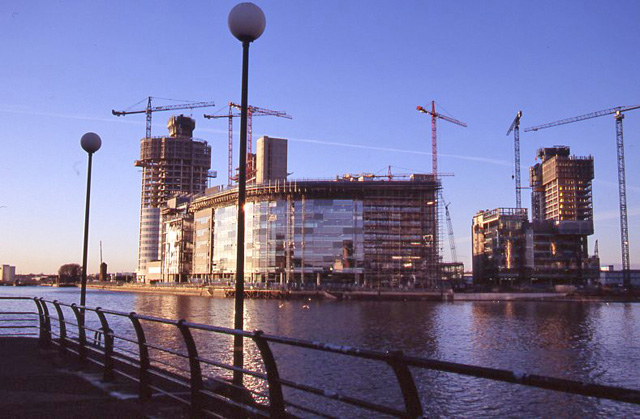
Construction de l'immeuble de la BBC (2008)
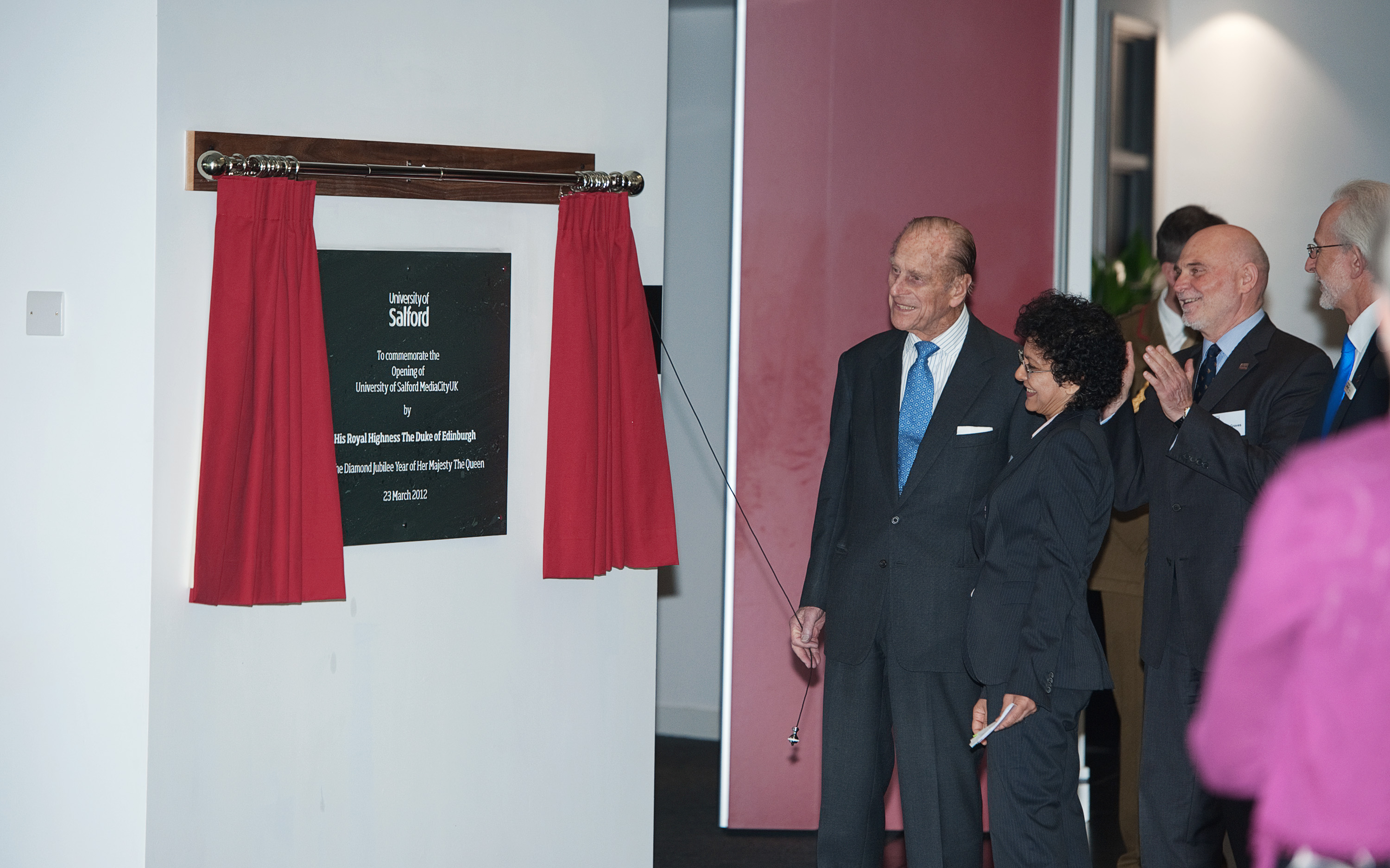
Inauguration officiel de MediacityUK avec le duc d'Edimburgh et la Reine d' Angleterre (2012).
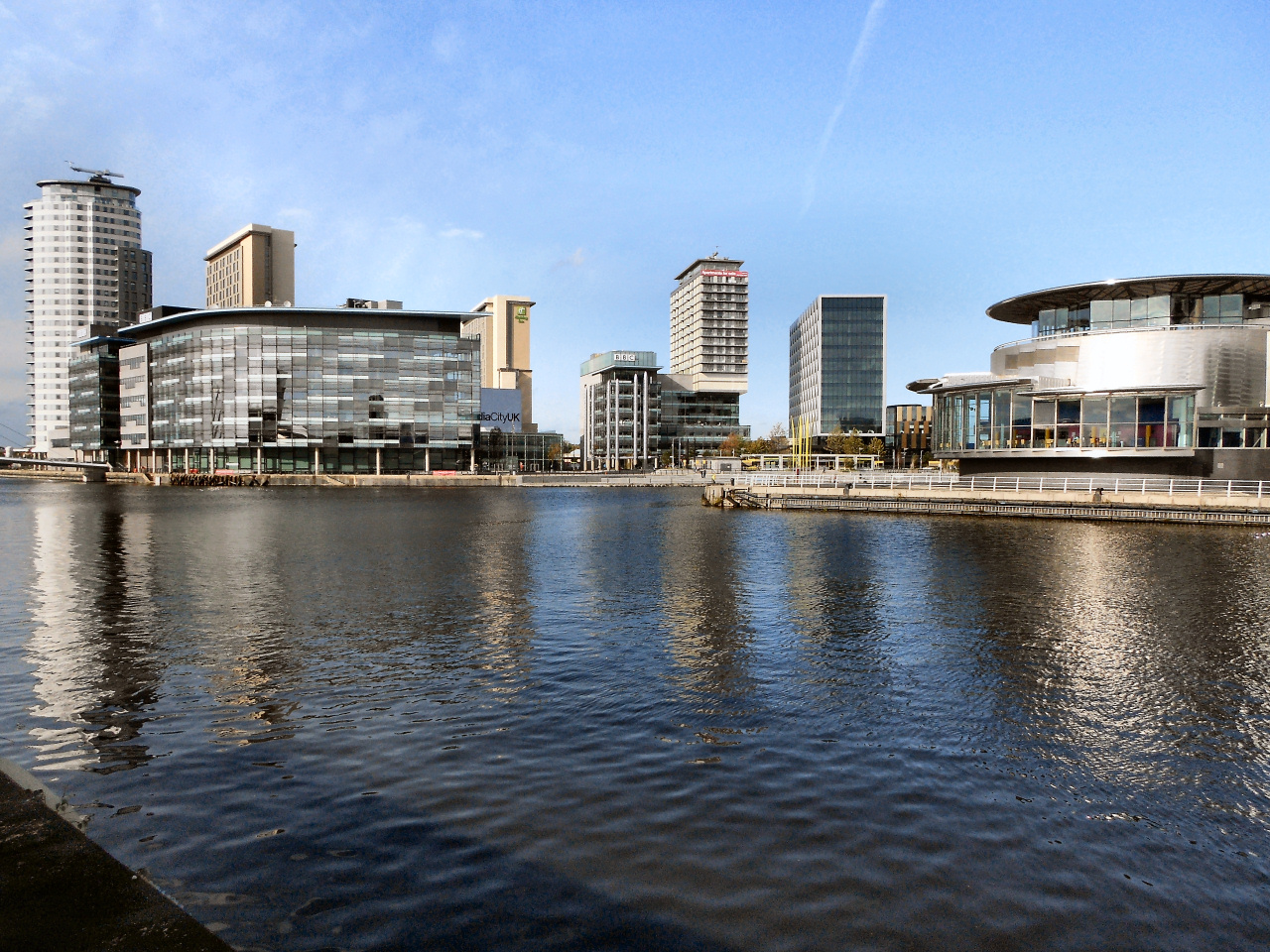
Vue du quartier depuis la rive opposée
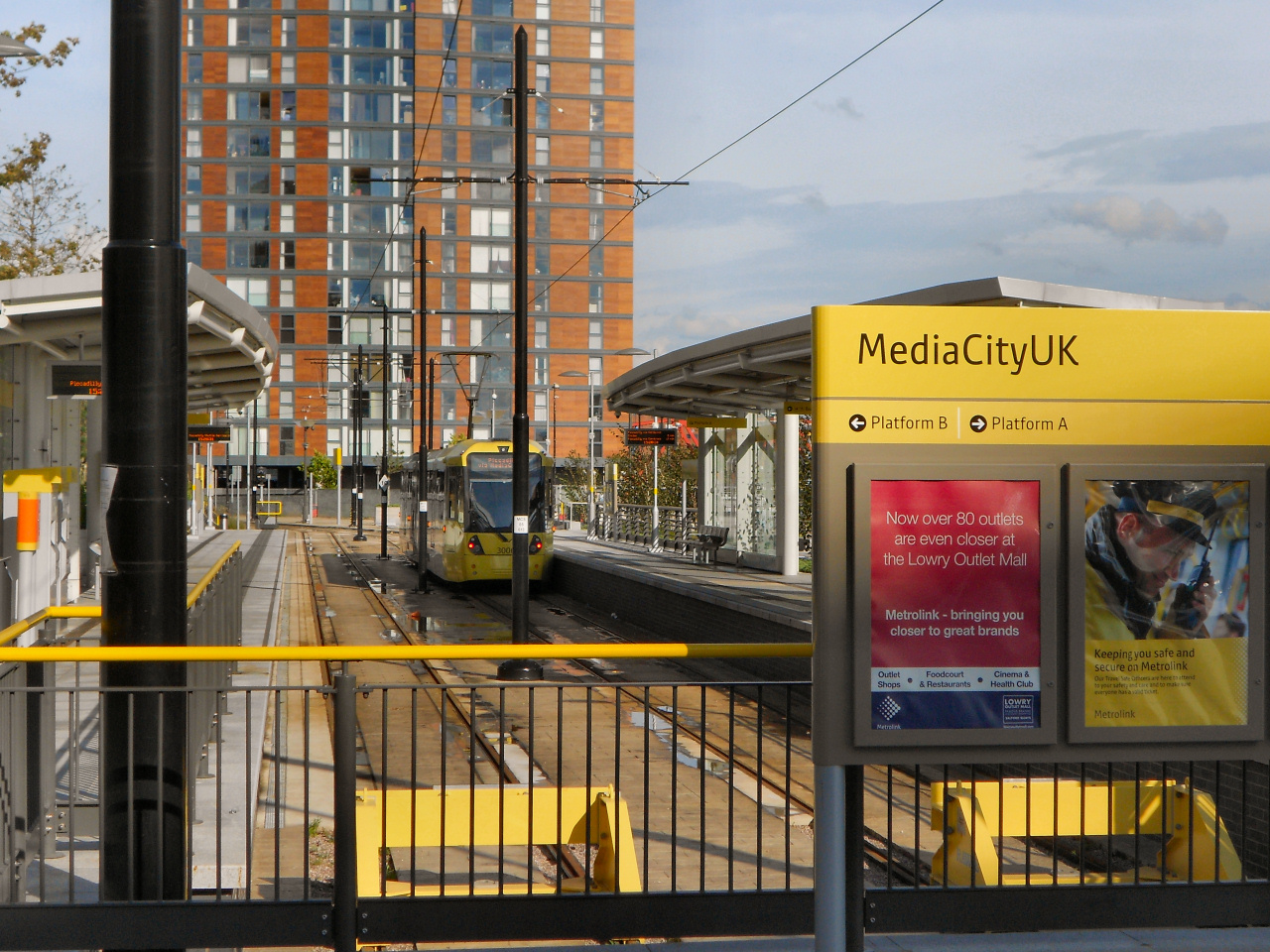
Station de tram MediaCityUK
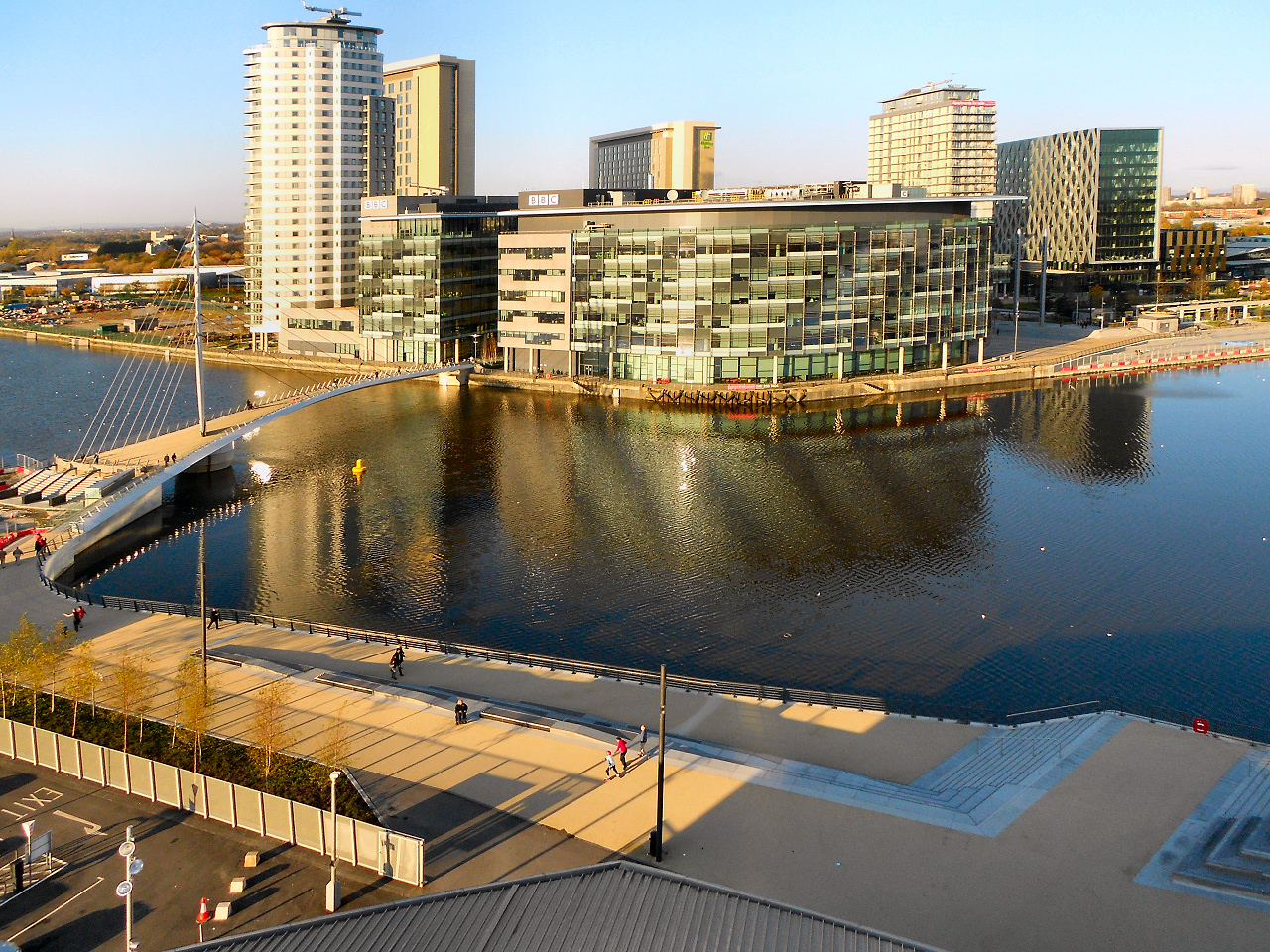
Vue sur le pont tournant.
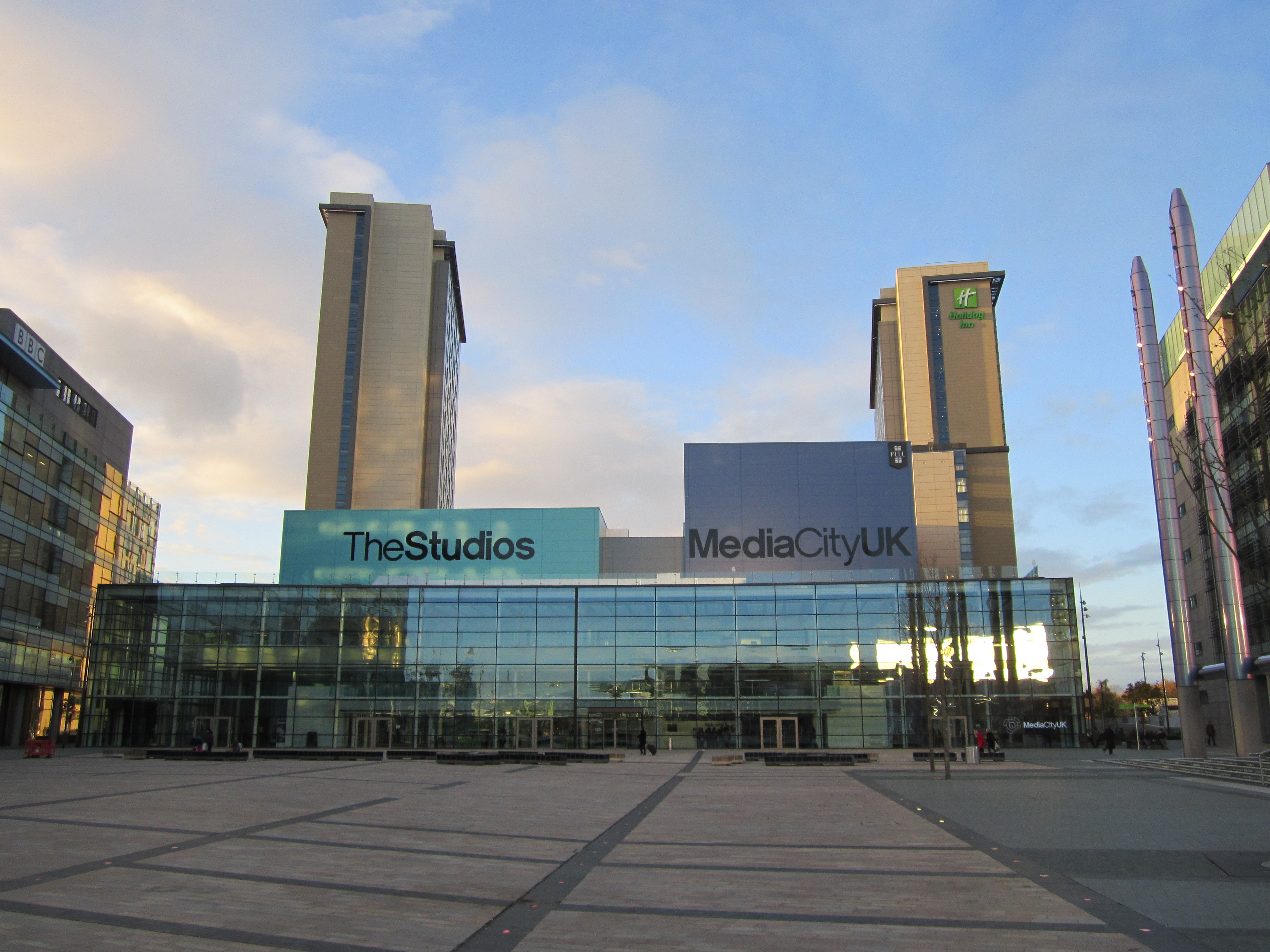
Entr'ee des studios de production.

## Prix
- 2011 : Carbuncle Cup (« bâtiment le plus laid du Royaume-Uni ») décernée à l'immeuble de la BBC situé dans MediaCity[12]